# 한자와 시로
한자와 시로(일본어: 半沢 士郎, 1945년 6월 19일~)는 일본의 전 프로 야구 선수이다. 가나가와현 출신이며 현역 시절 포지션은 투수였다.

## 인물
가마쿠라가쿠엔 고등학교 시절인 1962년 2학년 때 팀이 춘계 선발 대회(제34회 선발 고등학교 야구 대회)에서 준준결승에 진출했지만 자신의 출전은 없었다. 같은 해 하계 고시엔 가나가와현 예선에서는 결승전 상대인 게이오의숙 고등학교와의 경기에서 7회에 에이스 나가타 젠이치(후에 다이마이 오리온스에서 활약)가 상대 타선에게 실점을 내주는 등의 부진에 시달리자 나가타의 뒤를 이어 구원 등판했지만 팀은 3대 8로 패했다. 1년 위의 팀 동료로는 다케노우치 마사시(후에 니시테쓰·다이헤이요·크라운, 한신에서 활약)가 있었다. 주전 투수가 된 이듬해 1963년 하계 가나가와현 예선에서는 준결승전에서 이노우에 겐지(후에 도에이에서 활약), 히라오카 이치로(후에 다이요, 롯데에서 활약) 등 두 명의 투수가 소속된 요코하마 고등학교에게 4대 8로 패했다.
1964년 고쿠테쓰 스왈로스에 입단, 같은 해 6월 2일에는 첫 등판과 동시에 첫 선발 등판을 하여 주니치 드래곤스전에서 프로 첫 승을 올렸다. 같은 달 11일 요미우리 자이언츠와의 첫 대결에서는 3회부터 시부타니 세이지의 구원으로 등판해 8이닝을 1피안타만 내주고 연장 10회에 끝내기 승리를 하여 자신도 승리 투수가 됐다. 이후에도 선발진 일원으로서 기용되는 등 그 해에 8승 10패의 시즌 성적을 남겼다. 이듬해 1965년 4월에 완투승을 거두었지만 5월 1일에 선발 등판한 후에는 어깨 통증에 시달려서 이후 등판 기회는 없었다. 그 다음해인 1966년 이후에도 어깨 상태는 나아지지 못하고 결국 1967년을 끝으로 현역에서 은퇴했다.
가네다 마사이치가 ‘나보다 빠르다’고 평가할 정도의 직구(그 외 슈토, 커브도 던졌다)와 담력을 가졌지만 부상에서 극복하지 못한 비극의 투수로도 알려졌다. 은퇴 후에는 음식점을 운영했다.

## 상세 정보

### 출신 학교
- 가마쿠라가쿠엔 고등학교

### 선수 경력
- 고쿠테쓰 스왈로스·산케이 스왈로스·산케이 아톰스(1964년 ~ 1967년)

### 등번호
- 33(1964년 ~ 1967년)

### 연도별 투수 성적
| 연 도      | 소 속           | 등 판 | 선 발 | 완 투 | 완 봉 | 무 4 구 | 승 리 | 패 전 | 세 이 브 | 홀 드 | 승 률 | 타 자 | 이 닝 | 피 안 타 | 피 홈 런 | 볼 넷 | 고 4 | 몸 맞 | 탈 삼 진 | 폭 투 | 보 크 | 실 점 | 자 책 점 | 평 자 책 | W H I P |
| ---------- | --------------- | ----- | ----- | ----- | ----- | ------- | ----- | ----- | -------- | ----- | ----- | ----- | ----- | -------- | -------- | ----- | ---- | ----- | -------- | ----- | ----- | ----- | -------- | -------- | ------- |
| 1964년     | 고쿠테쓰 산케이 | 34    | 18    | 7     | 2     | 0       | 8     | 10    | --       | --    | .444  | 684   | 163.2 | 142      | 12       | 73    | 2    | 1     | 110      | 2     | 0     | 65    | 56       | 3.07     | 1.31    |
| 1965년     | 고쿠테쓰 산케이 | 3     | 2     | 1     | 0     | 0       | 1     | 0     | --       | --    | 1.000 | 52    | 13.1  | 7        | 0        | 6     | 0    | 2     | 12       | 0     | 0     | 1     | 1        | 0.69     | 0.98    |
| 1966년     | 고쿠테쓰 산케이 | 3     | 0     | 0     | 0     | 0       | 0     | 0     | --       | --    | ----  | 19    | 4.0   | 6        | 2        | 2     | 0    | 0     | 1        | 0     | 0     | 4     | 4        | 9.00     | 2.00    |
| 1967년     | 고쿠테쓰 산케이 | 4     | 1     | 0     | 0     | 0       | 0     | 0     | --       | --    | ----  | 28    | 4.2   | 12       | 1        | 3     | 0    | 0     | 3        | 0     | 0     | 6     | 6        | 10.8     | 3.21    |
| 통산 : 4년 | 통산 : 4년      | 44    | 21    | 8     | 2     | 0       | 9     | 10    | --       | --    | .474  | 783   | 185.2 | 167      | 15       | 84    | 2    | 3     | 126      | 2     | 0     | 76    | 67       | 3.24     | 1.35    |

- 고쿠테쓰(고쿠테쓰 스왈로스)는 1965년 시즌 도중에 산케이(산케이 스왈로스)로 구단 이름을 변경